# Boujdour
Boujdour (en arabe: بوجدور; en berbère: ⴱⵓⵊⴷⵓⵔ[réf. nécessaire], Bujdur; anciennement Cabo Bojador en portugais) est une ville dans le Sahara occidental, à proximité du cap Boujdour. Administrée de facto par le Maroc qui l'inclut dans le découpage administratif des provinces du Sud, elle est dans ce cadre une commune urbaine de la province de Boujdour, dans la région Laâyoune-Sakia El Hamra.

## Histoire

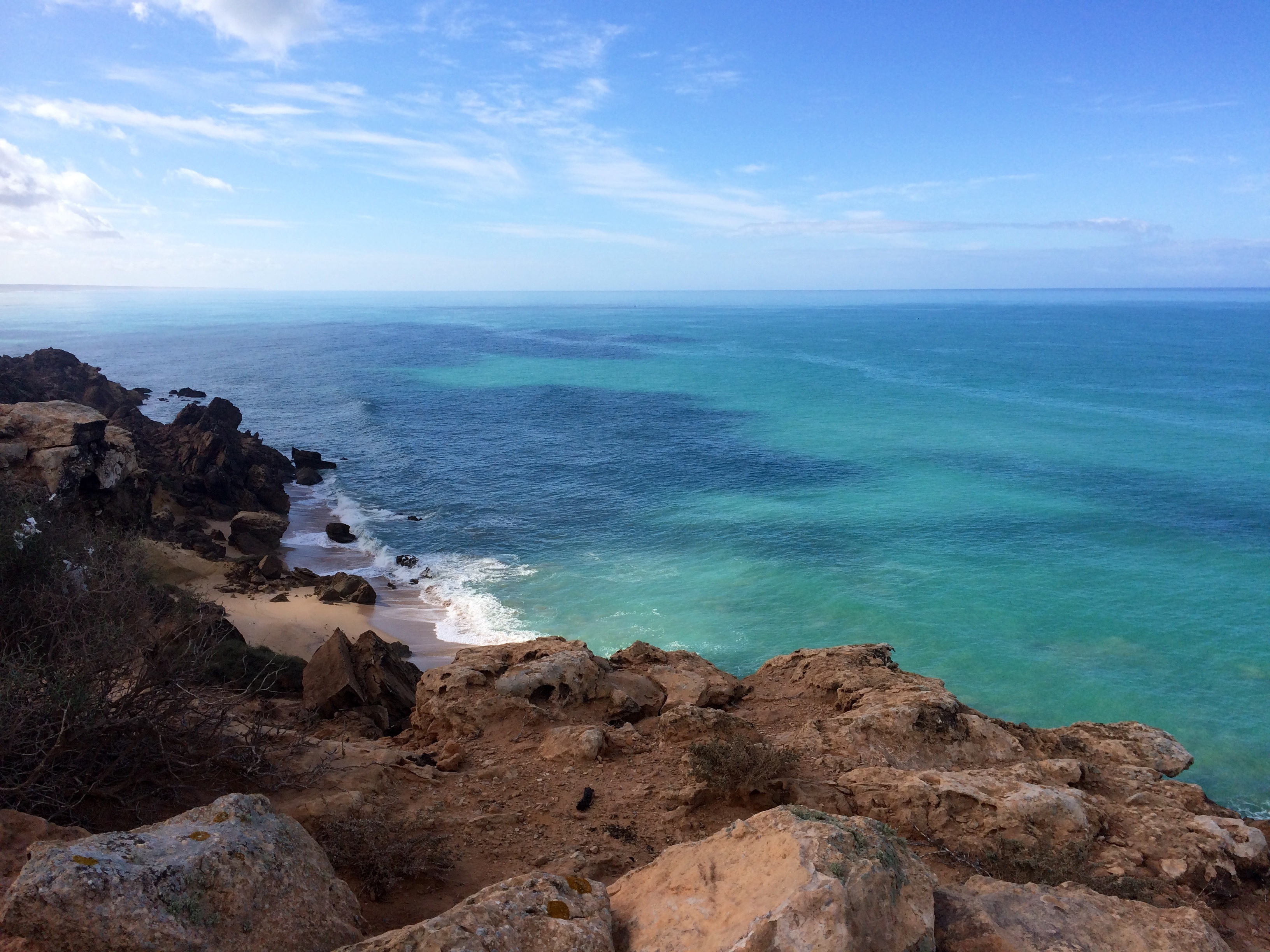
Littoral atlantique (Boujdour)

Boujdour était à l’origine un village de pêcheurs implanté autour du phare du cap Boujdour. 
Boujdour ou Cap Boujdour a fait l'objet d'un accord Marocco britanique qui reconnait la souverainté du Maroc sur les terres entre le Cap Juby, Cap Boujdour et au dela en date du 13 mars 1895. 
La localité fut administrée par l'Espagne jusqu'à 1975 ou elle passe sous administration marocaine. 
Dès 1976, cette cité a commencé à affirmer un caractère urbain, appuyé sur une croissance démographique et sur son nouveau port[réf. nécessaire]. Émergée du désert, Boujdour est devenue le chef-lieu de la province[réf. nécessaire]. Celle-ci a bénéficié du programme « Al Aouda » et « Al Wahda ». L’effort de l’État en faveur de cette province est orienté également vers la réalisation des villages de pêcheurs[réf. nécessaire]. D’autre part, dès 1976, une unité de dessalement d’eau de mer y a été installée et des recherches ont conduit à la découverte d’eaux souterraines dans les environs de la ville[réf. nécessaire].
La ville est attaquée par le Front Polisario le 13 février 1980.

## Démographie
D'après les recensements marocains; Boujdour comptait 36 843 habitants en 2004 et 42 651 en 2014.

## Patrimoine
Boudjour possède un atout, sa corniche, située dans la ville et qui longe la côte. Elle constitue l’un des plus beaux sites de la région Laâyoune-Sakia El Hamra.

## Jumelage
- Ketta (Ghana) depuis le 20 décembre 2009